# Pyapon
Pyapon – miasto w Mjanmie, w prowincji Irawadi. Według danych na rok 2014 liczyło 49 128 mieszkańców.